# Diecezja Ningxia
Diecezja Ningxia, diecezja Yinchuan (łac. Dioecesis Nimsciianus, chiń. 天主教宁夏教区) – rzymskokatolicka diecezja ze stolicą w Yinchuanie w regionie autonomicznym Ningxia, w Chińskiej Republice Ludowej. Diecezja jest sufraganią archidiecezji Suiyuan.
Diecezja obejmuje również część regionu autonomicznego Mongolia Wewnętrzna.

## Historia
14 marca 1922 papież Pius XI brewe Christiani gregis erygował wikariat apostolski Ningxia. Dotychczas wierni z tych terenów należeli do wikariatu apostolskiego Południowo-Zachodniej Mongolii (obecnie archidiecezja Suiyuan).
W wyniku reorganizacji chińskich struktur kościelnych dokonanej przez papieża Piusa XII 11 kwietnia 1946 wikariat apostolski Ningxia podniesiono do godności diecezji.
Z 1950 pochodzą ostatnie pełne, oficjalne kościelne statystyki. Diecezja Ningxia liczyła wtedy:
- 35 313 wiernych (3,5% społeczeństwa)
- 50 księży (34 diecezjalnych i 16 zakonnych)
- 67 sióstr zakonnych
- 44 parafie.

Od zwycięstwa komunistów w chińskiej wojnie domowej w 1949 diecezja, podobnie jak cały prześladowany Kościół katolicki w Chinach, nie może normalnie działać. Władze państwowe zlikwidowały diecezję, więc istniała ona tylko w strukturze wiernego papieżowi Kościoła podziemnego. W 1993 diecezję Ningxia przywrócono również w kościele oficjalnym choć w innych granicach. Biskupem tej diecezji został John Baptist Liu Jingshan mający uznanie władz państwowych i Stolicy Apostolskiej. W 2004 uzyskał on zgodę papieża na udzielenie sakry swojemu koadiutorowi Josephowi Li Jingowi jednak poczekał z uroczystością na aprobatę kontrolowanego przez państwo kolegium biskupów. Bp Li Jing przejął władzę w diecezji w 2009.

## Ordynariusze

### Wikariusze apostolscy
- Goffredo Frederix CICM[3] (1922–1930)
- Gaspare Schotte CICM[3] (1931–1944)
- Charles Joseph van Melckebeke CICM[3] (1946)

### Biskupi
- Charles Joseph van Melckebeke CICM (1946–1980 de facto do 1951)
- Joseph Ma Zhongmu (1984 - ?)
- John Baptist Liu Jingshan (1993–2009)
- Joseph Li Jing (2009)